# الشطاطبة (أم عزة)
الشطاطبة هي إحدى مشيخات المملكة المغربية، تتبع جغرافيا لعمالة الصخيرات تمارة وإداريًا لأم عزة. يقدر عدد سكانها بـ 949 نسمة حسب الإحصاء الرسمي للسكان والسكنى لسنة 2004.